# Port lotniczy Jinzhou
Port lotniczy Jinzhou (IATA: JNZ, ICAO: ZYJZ) – port lotniczy położony w Jinzhou, w prowincji Liaoning, w Chińskiej Republice Ludowej.